# جاده ئی۴ اروپا

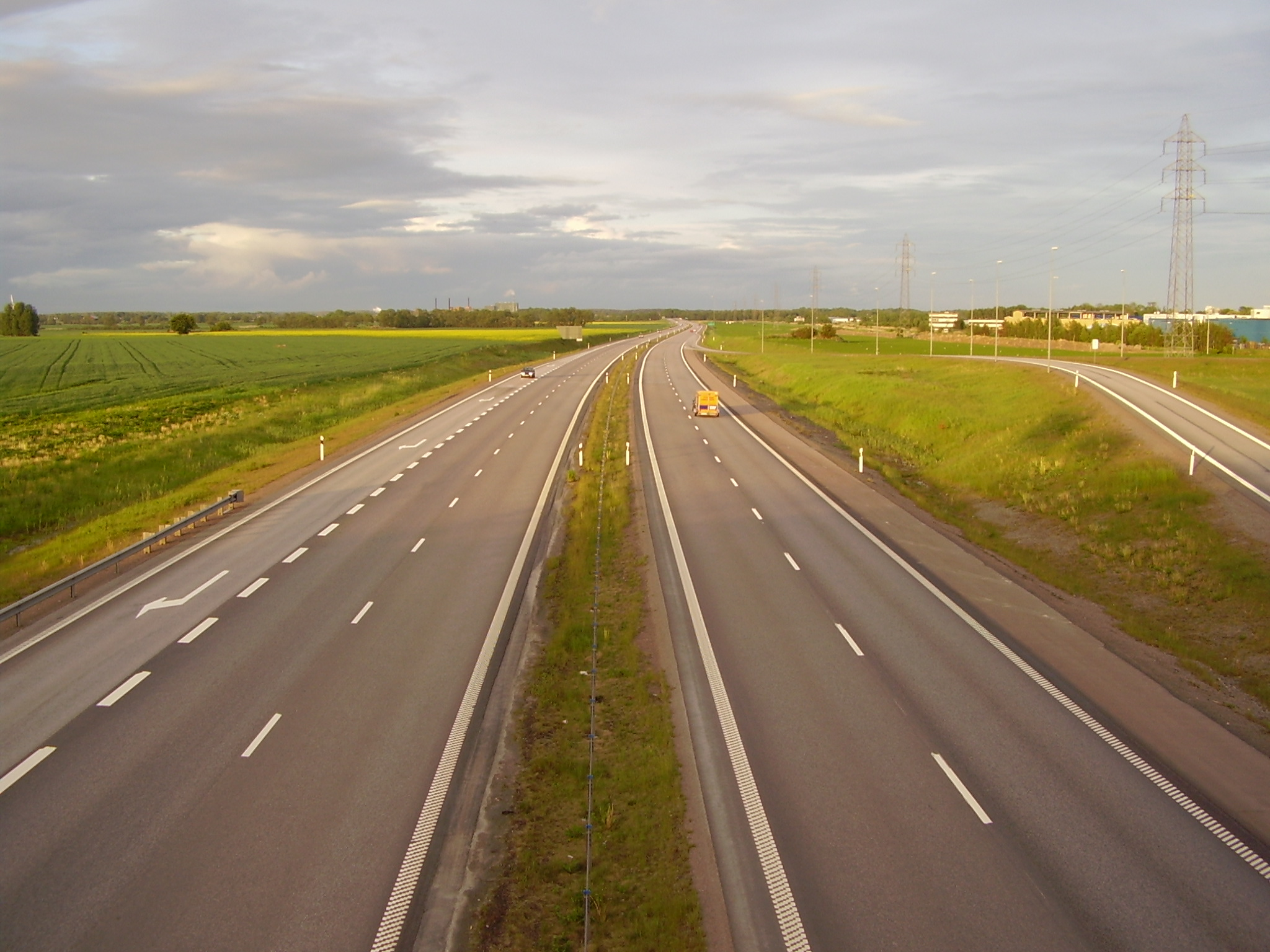
جاده ئی۴ اروپا در سوئد

جاده ئی۴ اروپا (به انگلیسی: European route E4) یکی از جاده‌های اصلی قاره اروپا است.
این جاده که از شهر هلسینگبورگ (سوئد) شروع شده در شهر تورنیو (فنلاند) به پایان میرسد و ۱۵۹۰ کیلومتر مسافت دارد.